# Bătălia de la Șcheia
Bătălia de la Șcheia a avut loc pe 6 martie 1486 între trupele lui Ștefan cel Mare și forțe ale Imperiului Otoman care înaintau pe valea Siretului spre Suceava, având ca scop instaurarea pe tron a pretendetului Hronoda (Hroiot). Cu toate că Ștefan a fost protagonistul unui incident care ar fi putut să-l coste viața pretendentul a fost ucis printr-o stratagemă.
Bătălia de la Șcheia a fost ultima confruntare cunoscută dintre Moldova și Imperiul Otoman, ea încheind războiul de 13 ani purtat de Ștefan pentru înlăturarea suzeranității Porții.

## Context
Reîntors din Polonia, Ștefan a trebuit să facă față unei invazii otomane, un corp expediționar otoman, comandat de beilerbeiul Rumeliei, „Hadâm” Ali Pașa, care aducea un pretendent la tron, pe Hronoda (Hroet, Hronet, Hroiot), devastând numeroase localități, inclusiv capitala Suceava. Oștirea sa, mobilizată în grabă, întărită cu 3.000 de călăreți puși la dispoziție de Cazimir al IV-lea, n-a mai ajuns din urmă armata otomană, dar la Cătlăbuga (16 noiembrie 1485), Ștefan a provocat o grea înfrângere forțelor conduse de Bali bey Malkocioglu, pașa Silistrei, venite după pradă în sudul Moldovei. Cetățile Chilia și Cetatea Albă nu au putut fi cucerite, dar el nu a renunțat la acest obiectiv foarte important, sprijinul regatului nordic fiind esențial.
În primăvara anului 1486, Ștefan cel Mare s-a confruntat cu o situație deosebit de dificilă. Un corp expediționar, condus de Bali bey Malkocioglu și Iskender bey, a intrat, în luna februarie, în țară, ceea ce reprezenta o situație neobișnuită deoarece otomanii nu luptau din toamnă până în primăvară. Scopul urmărit era instalarea lui Hronoda pe scaunul de la Suceava. Oastea otomană a înaintat pe valea Siretului, iar Ștefan i-a ieșit înainte cu o parte dintre curteni la Șcheia (localitate situată la circa 25 km nord de Roman).

## Desfășurare
Lupta a fost dificilă, iar domnul a fost învins în prima fază. El a mai fost și protagonistul unui incident care ar fi putut să-l coste viața. A căzut de pe cal și a rămas mai multe ceasuri printre cadavre și răniți, Hronoda fiind proclamat domn de ai săi sub numele de Petru. Salvarea i-a venit de la doi boieri. Unul dintre ei a fost aprodul Purice; acesta, conform unei legende foarte cunoscute, l-a recunoscut și i-a oferit calul său. Pentru fapta de arme, el a fost înnobilat, familia sa, Movilă, devenind, în secolul următor, foarte puternică. Din rândul ei au provenit domni importanți ai Moldovei (Ieremia, Constantin, Simion și Moise) și cărturari renumiți, cum ar fi mitropolitul Petru Movilă.
Un al doilea boier, căruia Ștefan i-a datorat, în parte, victoria este Pântece. Potrivit izvoarelor, Pântece ar fi stăruit pe lângă recentul proclamat domn, Petru, să iasă din zona bătăliei, el fiind deja învingător. Folosindu-se de această stratagemă, Ștefan l-a capturat pe Hronoda și i-a tăiat capul. Cele două cazuri arată solidaritatea dintre domn și boierime, aceasta cumulând atributele de clasă politică și de înalt comandament militar.După uciderea lui Hronda oastea moldovenească s-a mobilizat și a câștigat bătălia.Situația se schimbase mult, cu mai puțin de două decenii în urmă Ștefan fiind nevoit să-și asigure cu sabia fidelitatea marilor boieri.

## Consecințe
În perioada următoare, mai ales după încheierea păcii dintre Regatul Poloniei și Imperiul Otoman (21 martie 1489), fără ca Moldova să recupereze cele două cetăți, Chilia și Cetatea Albă, Ștefan cel Mare și-a reorientat politica externă, stabilind bune raporturi cu Regatul Ungariei și cel Otoman. Drept consecință, relațiile cu Polonia, incapabilă să-și onoreze obligațiile asumate, s-au înrăutățit.

## Legături externe
- Bătălia de la Șcheia (6 martie 1486) Crispedia.ro